# Abbebe Aregaj
Abbebe Aregaj (ur. prawdopodobnie 1903, zm. 15 grudnia 1960) – etiopski książę (ras), który podczas okupacji włoskiej wyróżnił się jako dowódca partyzantów, a później sprawował urząd ministra obrony w latach 1942–1943, 1947–1949 i 1955–1960 oraz premiera od 1957 do 1960, kiedy został zastrzelony przez uczestników nieudanego zamachu stanu przeciw cesarzowi Hajle Syllasje I.